# کلینووکو
کلینووکو (به لهستانی:  Klejnówko) یک روستا در لهستان است که در گمینا برانگوو واقع شده‌است. کلینووکو  ۴۵ نفر جمعیت دارد.